# Epicauta excors
Epicauta excors är en skalbaggsart som först beskrevs av Henry Clinton Fall 1909.  Epicauta excors ingår i släktet Epicauta och familjen oljebaggar. Inga underarter finns listade i Catalogue of Life.